# Clasificación para la Copa de las Naciones de la OFC 2016
La clasificación para la Copa de las Naciones de la OFC 2016 fue el torneo clasificatorio que definió al octavo equipo participante de dicho torneo. Se disputó entre el 31 de agosto y el 4 de septiembre de 2015 en Tonga y participaron, como en la edición pasada, las cuatro selecciones de la OFC provenientes de los países más pequeños, Islas Cook, Samoa, Samoa Americana y Tonga.
Constó de un sistema de todos contra todos a partido único. Samoa, el seleccionado que consiguió la mayor cantidad de puntos, clasificó al torneo oceánico por segunda ocasión consecutiva. Fue el equivalente a la primera fase de las eliminatorias de Oceanía para la Copa Mundial de 2018.

## Equipos participantes
| Equipos participantes | Equipos participantes | Equipos participantes | Equipos participantes |
| --------------------- | --------------------- | --------------------- | --------------------- |
| Islas Cook            | Samoa                 | Samoa Americana       | Tonga                 |

## Clasificación
| Equipo          | Pts | PJ | PG | PE | PP | GF | GC | Dif |
| --------------- | --- | -- | -- | -- | -- | -- | -- | --- |
| Samoa           | 6   | 3  | 2  | 0  | 1  | 6  | 3  | 3   |
| Samoa Americana | 6   | 3  | 2  | 0  | 1  | 6  | 4  | 2   |
| Islas Cook      | 6   | 3  | 2  | 0  | 1  | 4  | 2  | 2   |
| Tonga           | 0   | 3  | 0  | 0  | 3  | 1  | 8  | -7  |

## Resultados
| 31 de agosto de 2015, 13:00 | Islas Cook          | 3:0 (1:0) | Tonga | Loto-Tonga Soka Centre, Nukualofa |                             |
|                             | Saghabi 38' 53' 60' | Reporte   |       | Árbitro(s): Ravitesh Behari       | Árbitro(s): Ravitesh Behari |

| 31 de agosto de 2015, 15:30 | Samoa                                            | 3:2 (3:1) | Samoa Americana   | Loto-Tonga Soka Centre, Nukualofa |                         |
|                             | Fa'aiuaso 4' · Hamilton-Pama 18' · Mobberley 26' | Reporte   | Beauchamp 38' 86' | Árbitro(s): Nelson Sogo           | Árbitro(s): Nelson Sogo |

| 2 de septiembre de 2015, 13:00 | Islas Cook  | 1:0 (1:0) | Samoa | Loto-Tonga Soka Centre, Nukualofa |                            |
|                                | Saghabi 39' | Reporte   |       | Árbitro(s): Averii Jacques        | Árbitro(s): Averii Jacques |

| 2 de septiembre de 2015, 15:30 | Samoa Americana      | 2:1 (0:0) | Tonga          | Loto-Tonga Soka Centre, Nukualofa |                          |
|                                | Mana'o 49' · Ott 51' | Reporte   | S. Uhatahi 47' | Árbitro(s): Salesh Chand          | Árbitro(s): Salesh Chand |

| 4 de septiembre de 2015, 13:00 | Tonga | 0:3 (0:2) | Samoa                       | Loto-Tonga Soka Centre, Nukualofa |                            |
|                                |       | Reporte   | Mobberley 9' · Hall 22' 77' | Árbitro(s): Averii Jacques        | Árbitro(s): Averii Jacques |

| 4 de septiembre de 2015, 15:30 | Samoa Americana           | 2:0 (2:0) | Islas Cook | Loto-Tonga Soka Centre, Nukualofa |                             |
|                                | Mitchell 58' · Mana'o 67' | Reporte   |            | Árbitro(s): Ravitesh Behari       | Árbitro(s): Ravitesh Behari |

## Clasificado a la Copa de las Naciones de la OFC 2016
| Bandera de Samoa |
| Samoa            |
| ---------------- |